# Benjamin Voisin
Benjamin Voisin (nascido em 24 dezembro de 1996) é um ator francês. Por seu papel como David Gorman no filme dramático Verão de 85, foi indicado ao prêmio César 2021 e o Prêmio Lumière.

## Filmografia

### Filmes
| Ano  | Título (título em português)            | Papel              | Nota           |
| ---- | --------------------------------------- | ------------------ | -------------- |
| 2015 | Adèle                                   |                    | Curta-metragem |
| 2017 | Peru                                    | Vincent            | Curta-metragem |
| 2017 | Bonne Pomme                             | Thomas             |                |
| 2018 | The Happy Prince (bra:O Príncipe Feliz) | Jean               |                |
| 2018 | Death In The Soul                       | Alex Lagnier       | Telefilme      |
| 2018 | Falling for Love                        | Kévin              | Telefilme      |
| 2019 | Simon's Got a Gift                      | Simon              |                |
| 2019 | Man Up!                                 | Léo                |                |
| 2020 | Verão de 85                             | David Gorman       | [ 6 ]          |
| 2021 | Illusions perdues                       | Lucien de Rubempré | [ 7 ]          |
| 2021 | Le bal des folles                       | Théophile Cléry    | [ 8 ]          |
| 2022 | En roue libre                           | Paul               | [ 9 ]          |
| 2023 | Les Âmes sœurs                          | David Faber        |                |

### Televisão
| Ano  | Título  | Papel            | Nota |
| ---- | ------- | ---------------- | ---- |
| 2016 | Emma    | Mathieu Fournier |      |
| 2018 | Fiertés | Victor           |      |